# Chimiosélectivité
La chimiosélectivité définit l'ordre de réactivité des différents groupes fonctionnels d'une molécule.
Par exemple, une fonction amine primaire dans un solvant organique est connue pour être plus nucléophile qu'un alcool primaire, c'est-à-dire son équivalent oxygéné. Si une molécule comportant ces deux fonctions est mise à réagir avec un agent acétylant, la chimiosélectivité sera en faveur de la réaction de la fonction amine primaire avec l'agent acétylant, ce qui conduira principalement à la formation d'un amide. Cependant, on obtiendra en général un mélange de plusieurs composés qui devront être séparés.
En général, la chimiosélectivité peut être améliorée en abaissant la température de réaction.